# Lillebil Ibsen
Lillebil Ibsen (de soltera Sofie Parelius Monrad Krohn) (6 d'agost de 1899 - 12 d'agost de 1989) va ser una ballarina i actriu noruega.

## Vida personal
Lillebil va néixer a Kristiania, com a filla de l'enginyer Georg Monrad Krohn i de l'actriu Gyda Martha Kristine Andersen (més tard Gyda Christensen). Es va casar amb l'aviador i director de cinema Tancred Ibsen el 25 d'agost de 1919. El seu fill Tancred Ibsen Jr., nascut el 1921, era un diplomàtic noruec.

## Carrera
Lillebil Ibsen va prendre classes de ballet a una edat primerenca amb la seva mare, que era coreògrafa professional i instructora de ballet. Va debutar com a ballarina al Nationaltheatret l'any 1911, a la pantomima de ballet Prinsessen på erten, una adaptació del conte La princesa i el pèsol de Hans Christian Andersen. Després va estudiar ballet amb Hans Beck a Copenhaguen, i més tard amb el coreògraf rus Mikhail Fokine. Va començar a actuar a Berlín sota la supervisió de Max Reinhardt quan tenia setze anys, i va interpretar papers principals a les pantomimes de Reinhardt Die Schäferin, Lillebils Hochzeitsreise, Prima Ballerina, Sumurun i Die grüne Flöte. Va debutar a l'escenari com a actriu al Nationaltheatret de Kristiania el 1915, a la comèdia infantil Den uskikkelige lille prinsesse.
El primer paper d'Ibsen al cinema va ser a Sången om den eldröda blomman, el 1919. Va fer el seu debut com a artista de revistes a Chat Noir el 1924. Va treballar a Det Nye Teater des de 1929 fins a 1956, on va interpretar papers de comèdia clàssica així com una sèrie de personatges d'Ibsen, com a "Nora", "Mrs Alving" i "Gina Ekdal". De 1956 a 1969, Lillebil va actuar al Nationaltheatret, on va interpretar tant papers dramàtics com còmics. També va actuar per al teatre de televisió Fjernsynsteatret. Un dels papers cinematogràfics més coneguts de Lillebil va ser una actuació destacada al thriller de misteri de culte d'Arne Mattsson Mannequin in Red (1958); on Ibsen va tenir un paper secundari notable com a magnat de la casa de moda Thyra Lennberg.
Ibsen va ser autora d'una autobiografia titulada Det begynte med dansen. Va ser condecorada Comandant de la Reial Orde Noruega de Sant Olav el 1969. Va morir a Oslo el 1989.